# Madame sort à minuit
Pour plus de détails, voir Fiche technique et Distribution.
Madame sort à minuit (Half Angel) est un film américain réalisé par Richard Sale, sorti en 1951.

## Fiche technique
- Titre : Madame sort à minuit
- Titre original : Half Angel
- Réalisation : Richard Sale
- Scénario : Robert Riskin d'après une histoire de George Carleton Brown
- Photographie : Milton R. Krasner
- Montage : Robert Fritch
- Musique : Cyril J. Mockridge
- Direction artistique : John DeCuir et Lyle R. Wheeler
- Décorateur de plateau : Paul S. Fox et Thomas Little
- Costumes : Charles Le Maire et Travilla
- Production : Julian Blaustein
- Société de production et de distribution : Twentieth Century Fox
- Pays d'origine : États-Unis
- Langue : anglais
- Format : Couleurs (Technicolor) - 35 mm - 1,37:1 - Son : Mono
- Genre : Comédie américaine
- Durée : 77 minutes
- Date de sortie :
  - États-Unis : 5 mai 1951

## Distribution
- Loretta Young : Nora Gilpin
- Joseph Cotten : John Raymond Jr.
- Cecil Kellaway : Harry Gilpin
- Basil Ruysdael : Dr. Jackson
- Jim Backus : Michael 'Mike' Hogan
- Irene Ryan : Infirmière Kay
- John Ridgely : Timothy 'Tim' McCarey